# Antranilat N-benzoiltransferaza
Antranilat -benzoiltransferaza (EC 2.3.1.144, Anthranilate N-benzoyltransferase) je enzim sa sistematskim imenom benzoil-KoA:antranilat -benzoiltransferaza. Ovaj enzim katalizuje sledeću hemijsku reakciju
benzoil-KoA + antranilat {\displaystyle \rightleftharpoons } KoA + N-benzoilantranilat
Cinamoil-KoA, 4-kumaroil-KoA i saliciloil-KoA mogu da deluju kao donori, mada sporo. Ovaj enzim učestvuje u biosintezi fitoaleksina.

## Literatura
- Nicholas C. Price; Lewis Stevens (1999). Fundamentals of Enzymology: The Cell and Molecular Biology of Catalytic Proteins (Third изд.). USA: Oxford University Press. ISBN 019850229X.
- Eric J. Toone (2006). Advances in Enzymology and Related Areas of Molecular Biology, Protein Evolution (Volume 75 изд.). Wiley-Interscience. ISBN 0471205036.
- Branden C; Tooze J. Introduction to Protein Structure. New York, NY: Garland Publishing. ISBN 0-8153-2305-0.
- Irwin H. Segel. Enzyme Kinetics: Behavior and Analysis of Rapid Equilibrium and Steady-State Enzyme Systems (Book 44 изд.). Wiley Classics Library. ISBN 0471303097.

## Spoljašnje veze
- Anthranilate+N-benzoyltransferase на 